# تشیژکراییتسه
تشیژکراییتسه (به چکی: Čížkrajice) یک منطقهٔ مسکونی در جمهوری چک است که در شهرستان چسکه بودیوویتسه واقع شده‌است. تشیژکراییتسه ۹٫۰۰ کیلومتر مربع مساحت و ۲۶۲ نفر جمعیت دارد و ۵۵۰ متر بالاتر از سطح دریا واقع شده‌است.